# اچ‌ال تاو ۷۶
اچ‌ال تاو ۷۶ یک ستاره است که در صورت فلکی ثور قرار دارد.